# أولاد انصير سيدي عياد (الزاوية)
أولاد انصير سيدي عياد هو دُوَّار يقع بجماعة وليلي، عمالة مكناس، جهة فاس مكناس في المملكة المغربية. ينتمي الدوّار لمشيخة الزاوية التي تضم 10 دواوير. يقدر عدد سكانه بـ 1005 نسمة حسب الإحصاء الرسمي للسكان والسكنى لسنة 2004.

## روابط خارجية
- البوابة الوطنية للجماعات الترابية
- المندوبية السامية للتخطيط